# Einheitspreisvertrag
Ein Einheitspreisvertrag ist ein Vertrag über einen Leistungsaustausch, bei dem das Entgelt anhand eines Einheitspreises oder mehrerer Einheitspreise und dem nach Leistungserbringung festgestellten tatsächlichen Umfang der Sachleistung ermittelt wird. 
Der Begriff wird hauptsächlich im Zusammenhang mit Bauverträgen gebraucht, obwohl das zugrunde liegende Prinzip auch in anderen Bereichen weit verbreitet ist.
Das Modell des Einheitspreisvertrages steht insbesondere im Gegensatz zum Pauschalpreisvertrag.  
Entscheidend kommt es darauf an, welche Massen tatsächlich benötigt und verbaut werden. Sofern im Angebot beispielsweise 100 m² Teppichboden à 50 Euro angeboten werden und es sind tatsächlich 105 m², so hat der Auftraggeber die tatsächliche Menge mit 105 m² à 50 Euro, mithin einen Gesamtbetrag in Höhe von 5.250 Euro zu zahlen (nicht nur den angebotenen Betrag in Höhe von 5.000 Euro).